# ハルフィルムメーカー
株式会社ハルフィルムメーカー（英: HAL FILM MAKER Co.,Ltd.）は、かつて存在した日本のアニメ制作会社。株式会社ティー・ワイ・オーの連結子会社、杉並アニメ振興協議会会員であった。

## 沿革
1993年8月、実写映画の演出出身で東映動画（後の東映アニメーション）に所属していた春田克典が「有限会社ハルフィルムメーカー」として設立。当初はプリプロダクションのみを手がけていたが、1997年、『またまた セイバーマリオネットJ Rogram:26 プラズマティック・クライシス』（ビデオシリーズ）でTVシリーズを制作していたスタジオジュニオ（現：ジュニオ ブレイン トラスト）のスタッフを引き継ぐ形で実制作を開始した。
2000年、東映を退社しフリーとなった佐藤順一が取締役に就任。佐藤順一・ハルフィルムメーカーの原作名義でオリジナル作品『STRANGE DAWN』を制作。以降、佐藤を中心としてオリジナル作品を発表していくこととなる。
2003年、株式会社ティー・ワイ・オーが出資分の85%を取得し、ゆめ太カンパニーとともに同社のグループ傘下に入った。2006年3月に編集を行うポストプロダクション会社であるリアル・ティを設立し子会社化（現在は資本提携を解消）、同年8月1日に資本金を1000万円に増資して株式会社に改組した。2007年5月1日に事業の拡大に伴ってアニメーション制作会社の遊歩堂を子会社化したが事業採算性の観点から同年に子会社から外れている。
2009年7月1日、ゆめ太カンパニーを存続会社とした上で吸収合併され、TYOアニメーションズを新たに設立。これにより、会社組織としては約16年の歴史に幕を閉じた。その後、しばらくは制作ブランドとして存続していたものの、OVA『たまゆら』以降はTYOアニメーションズ名義に統一された。

## 作品履歴

### テレビアニメ
| 開始年 | 放送期間         | タイトル                          | 監督                               | アニメーション プロデューサー | 備考                                                       |
| ------ | ---------------- | --------------------------------- | ---------------------------------- | ----------------------------- | ---------------------------------------------------------- |
| 1998年 | 10月 - 1999年3月 | セイバーマリオネットJ to X        | 下田正美（総）                     | 春田克典                      |                                                            |
| 2000年 | 4月 - 7月        | BOYS BE…                          | 下田正美                           | 春田克典                      |                                                            |
| 2000年 | 7月 - 9月        | STRANGE DAWN                      | 佐藤順一（総） 河本昇悟            | 川瀬浩平                      |                                                            |
| 2001年 | 4月 - 6月        | 新白雪姫伝説プリーティア          | 佐藤順一（総） 佐山聖子            | 大槻博文                      |                                                            |
| 2002年 | 8月 - 11月       | プリンセスチュチュ                | 佐藤順一（総） 河本昇悟            | 春田克典 松本真               | 卵の章                                                     |
| 2002年 | 11月 - 2003年5月 | プリンセスチュチュ                | 佐藤順一（総） 河本昇悟            | 春田克典 松本真               | 雛の章                                                     |
| 2004年 | 10月 - 12月      | うた∽かた                         | 後藤圭二                           | 春田克典                      |                                                            |
| 2005年 | 4月 - 2006年3月  | ふしぎ星の☆ふたご姫               | 佐藤順一（総） 河本昇悟            | 皆川護                        |                                                            |
| 2005年 | 10月 - 12月      | ARIA The ANIMATION                | 佐藤順一                           | N/A                           |                                                            |
| 2006年 | 4月 - 9月        | ARIA The NATURAL                  | 佐藤順一                           | N/A                           |                                                            |
| 2006年 | 4月 - 6月        | 西の善き魔女 Astraea Testament    | 中山勝一                           | N/A                           |                                                            |
| 2006年 | 4月 - 2007年3月  | ふしぎ星の☆ふたご姫 Gyu!          | 佐藤順一（総） 河本昇悟            | 金子文雄                      |                                                            |
| 2006年 | 9月 - 2007年3月  | オーバン・スターレーサーズ        | Savin Yeatman-Eiffel Thomas Romain | N/A                           | 日仏共同制作                                               |
| 2007年 | 10月 - 12月      | スケッチブック 〜full color's〜   | 平池芳正                           | 金子文雄                      |                                                            |
| 2007年 | 10月 - 12月      | ナイトウィザード The ANIMATION    | 山本裕介                           | 金子文雄                      |                                                            |
| 2008年 | 1月 - 3月        | ARIA The ORIGINATION              | 佐藤順一                           | 金子文雄                      |                                                            |
| 2008年 | 7月 - 9月        | 魔法遣いに大切なこと 〜夏のソラ〜 | 小林治                             | 中島伸治                      |                                                            |
| 2008年 | 10月 - 12月      | ケメコデラックス!                 | 水島努                             | 漆山淳                        |                                                            |
| 2008年 | 10月 - 2009年3月 | スキップ・ビート!                 | 佐山聖子                           | 皆川護                        |                                                            |
| 2009年 | 10月 - 2010年9月 | あにゃまる探偵 キルミンずぅ       | 増井壮一                           | 中島伸治 Young Jim Kin        | 制作統括：サテライト 共同制作：JM ANIMATION 第11話まで制作 |
| 2010年 | 4月 - 6月        | B型H系                            | 山本裕介                           | 皆川護                        |                                                            |

### 劇場アニメ
| 公開年 | タイトル                          | 監督           | アニメーション プロデューサー | 共同制作         |
| ------ | --------------------------------- | -------------- | ----------------------------- | ---------------- |
| 1995年 | マクロス7 銀河がオレを呼んでいる! | アミノテツロー | 春田克典                      | スタジオジュニオ |
| 2001年 | スレイヤーズぷれみあむ            | 佐藤順一       | 春田克典 皆川護               |                  |

### OVA
| 発売年 | タイトル                                                              | 監督     | アニメーション プロデューサー |
| ------ | --------------------------------------------------------------------- | -------- | ----------------------------- |
| 1997年 | またまた セイバーマリオネットJ Rogram:26 プラズマティック・クライシス | 下田正美 | 春田克典                      |
| 2000年 | 天使禁猟区                                                            | 佐山聖子 | 春田克典                      |
| 2001年 | 低俗霊DAYDREAM                                                        | 関田修   | 皆川護                        |
| 2005年 | 撲殺天使ドクロちゃん                                                  | 水島努   | 皆川護                        |
| 2007年 | 撲殺天使ドクロちゃん2                                                 | 水島努   | 漆山淳                        |
| 2007年 | ARIA The OVA 〜ARIETTA〜                                              | 佐藤順一 | 金子文雄                      |
| 2008年 | よつのは                                                              | 錦織博   | 中島伸治                      |
| 2010年 | たまゆら                                                              | 佐藤順一 | 皆川護                        |

### Webアニメ
| 配信年 | タイトル       | 監督     | 備考         |
| ------ | -------------- | -------- | ------------ |
| 2011年 | ピュアドラゴン | 佐藤順一 | 制作は2000年 |

### ゲーム
- ARIA The ORIGINATION 〜蒼い惑星のエルシエロ〜（オープニングアニメーション制作、2008年）

### 制作協力
| 年     | タイトル                                                  | 制作元請                                                | 備考                  |
| ------ | --------------------------------------------------------- | ------------------------------------------------------- | --------------------- |
| 2000年 | グラビテーション                                          | スタジオディーン                                        | 各話制作協力          |
| 2001年 | シスター♥プリンセス                                       | ゼクシズ                                                | 各話制作協力          |
| 2001年 | しあわせソウのオコジョさん                                | ラディクスエースエンタテインメント                      | 各話制作協力          |
| 2002年 | 七人のナナ                                                | A・C・G・T                                              | 各話制作協力          |
| 2002年 | 王ドロボウJING                                            | スタジオディーン                                        | 各話制作協力          |
| 2002年 | フルメタル・パニック!                                     | ゴンゾ                                                  | 各話制作協力          |
| 2002年 | ゲートキーパーズ21                                        | ゴンゾ                                                  | 各話制作協力          |
| 2003年 | HAPPY★LESSON ADVANCE                                      | スタジオ雲雀                                            | 各話制作協力          |
| 2003年 | クロノクルセイド                                          | ゴンゾ                                                  | 各話制作協力          |
| 2003年 | ブラック・ジャック2時間スペシャル 〜命をめぐる4つの奇跡〜 | 手塚プロダクション                                      | パート制作協力        |
| 2005年 | アイシールド21                                            | ぎゃろっぷ                                              | -2008年、各話制作協力 |
| 2006年 | 働きマン                                                  | ぎゃろっぷ                                              | 各話制作協力          |
| 2006年 | ちょこッとSister                                          | ノーマッド                                              | 各話制作協力          |
| 2006年 | 銀魂                                                      | サンライズ                                              | -2010年、各話制作協力 |
| 2007年 | 機神大戦ギガンティック・フォーミュラ                      | ブレインズ・ベース                                      | 各話制作協力          |
| 2007年 | セイント・ビースト〜光陰叙事詩天使譚〜                    | 東京キッズ                                              | 各話制作協力          |
| 2007年 | 風の少女エミリー                                          | トムス・エンタテインメント 東京本社東京ムービー事業本部 | 各話制作協力          |
| 2007年 | ロミオ×ジュリエット                                       | ゴンゾ                                                  | 各話制作協力          |
| 2007年 | 獣神演武 -HERO TALES-                                     | スタジオフラッグ                                        | 各話制作協力          |
| 2008年 | ポルフィの長い旅                                          | 日本アニメーション                                      | 各話制作協力          |
| 2008年 | xxxHOLiC◆継                                               | Production I.G                                          | 各話制作協力          |
| 2008年 | かんなぎ                                                  | A-1 Pictures                                            | 各話制作協力          |
| 2009年 | ソウルイーター                                            | ボンズ                                                  | 各話制作協力          |
| 2009年 | 鉄腕バーディー DECODE:02                                  | A-1 Pictures                                            | 各話制作協力          |
| 2009年 | ルパン三世VS名探偵コナン                                  | 東京ムービー                                            | 制作協力              |
| 2009年 | PandoraHearts                                             | XEBEC                                                   | 各話制作協力          |
| 2009年 | シャングリ・ラ                                            | ゴンゾ                                                  | 各話制作協力          |
| 2009年 | そらのおとしもの                                          | AIC A.S.T.A.                                            | 各話制作協力          |

### その他
| 年     | タイトル                  | 備考                                                               |
| ------ | ------------------------- | ------------------------------------------------------------------ |
| 2003年 | カレイドスター            | 原作・企画、制作元請：GONZO DIGIMATION、G&G ENTERTAINMENT          |
| 2003年 | カレイドスター 新たなる翼 | -2004年、原作・企画、制作元請：GONZO DIGIMATION、G&G ENTERTAINMENT |
| 2006年 | 味楽る!ミミカ             | -2009年、原画、制作元請：デジタル・メディア・ラボ                  |

## 関連人物

### アニメーター
- 熊谷哲矢
- 竹田逸子
- 小林明美
- 伊藤郁子
- 門之園恵美
- 古賀誠
- 吉川美貴
- 相澤昌弘
- 木野下澄江（相澤澄江）
- 杉本功
- 音地正行
- 川元まりこ

### 演出家
- 佐藤順一
- 奥野耕太
- 大脊戸聡
- 斎藤啓也
- 津田尚克
- 下田正美
- 佐山聖子
- 関田修
- 後藤圭二
- 水島努
- 玉川達文
- 浅見松雄
- 小高義規
- 小野勝巳
- 筑紫大介
- 名取孝浩
- 福田貴之

### 制作
- 春田克典
- 金子文雄
- 皆川護
- 漆山淳
- 中島伸治
- 大槻博文